# الشرفان (ناطع)

تعديل مصدري - تعديل

الشرفان هي إحدى قرى عزلة بارماد بمديرية ناطع التابعة لمحافظة البيضاء، بلغ تعداد سكانها 85 نسمة حسب تعداد اليمن لعام 2004.